# Willem Meursinge
Willem Meursinge (Anloo, 7 december 1832 – Eext, 12 oktober 1860) was een Nederlandse burgemeester.
Meursinge was een zoon van de Drentse gedeputeerde en burgemeester van Anloo Jan Alberts Meursinge en Alberdiena Mantingh. Hij studeerde rechten aan de universiteit van Groningen en promoveerde aldaar in 1857. Daarna werd hij secretaris van de gemeente Gieten. In maart 1860 volgde hij in deze gemeente Claas Lamberts Kniphorst op als burgemeester. Lang heeft zijn burgemeesterschap niet geduurd. Een half jaar later overleed hij op 27-jarige leeftijd. Hij werd als burgemeester opgevolgd door Jan Schummelketel.